# Аппатов Семен Йосипович
Семен Йосипович Аппатов (24 січня 1930, Первомайськ, Миколаївської обл — 26 березня 2003, Цинциннаті, штат Огайо, США) — історик-міжнародник, політолог. Доктор історичних наук (1981), професор (1982), заслужений діяч науки і техніки України (1993), член Національного союзу журналістів України (1964).

## Біографія
Народився 24 січня 1930 р. в місті Первомайськ Миколаївської області в родині лікаря. Під час війни батько воював, а С. Й. Аппатов з матір'ю перебував в евакуації у м. Ірбіт Свердловської області. Після визволення Одеси від загарбників повернувся в місто.
Із золотою медаллю закінчив одеську середню школу № 50, у 1947 р., та вступив до Київського університету на факультет міжнародних відносин. У 1952 р. — закінчив університет, отримавши дипломом з відзнакою та спеціальність історика-міжнародника, референта-перекладача. Після чого повернувся до Одеси.
Працював лектором товариства «Знання» (1952-1954). Навчався в Одеському педагогічному інституті іноземних мов (1956-1960). Водночас працював в Одеському обласному комітеті профспілки працівників освіти (1954-1958). Викладав історію та економічну географію англійською мовою в Одеській спецшколі-інтернаті № 2 та викладачем та директором Одеських трирічних курсів іноземних мов (1958-1966), викладав історію міжнародних відносин та зовнішньої політики СРСР в вечірньому Університеті марксизму-ленінізму (1961-1966).
В 1966 р. без відриву від праці та навчання в аспірантурі захистив кандидатську дисертацію на тему Американская историография о политике США в Германии и германской проблеме после II-й мировой войны в Московському державному інституті міжнародних відносин.
З 1966 р. — асистент, старший викладач, з 1967 — доцент кафедри нової та новітньої історії Одеського державного університету (нині — Одеський національний університет імені І. І. Мечникова).
У 1980 р. у Інституті загальної історії АН СРСР успішно захистив докторську дисертацію на тему: Общие проблемы европейской политики США после второй мировой войны. Критический анализ концепций американской буржуазной политологии , присвячену аналізові американської історіографії політики США в Європі.
У січні 1985 р. в результаті багаторічних зусиль С. Й. Аппатова на базі міського Будинку вчених був утворений семінар з теорії, історії та історіографії міжнародних відносин.
У 1994 р. завдяки особистим зусиллям С. Й. Аппатова у рамках ІСН ОНУ було відкрито відділення міжнародних відносин і, згодом, створена кафедра міжнародних відносин, яку він очолював.
У червні 1992 р., разом з колегами, С. Й. Аппатов при ІСН ОНУ створив Центр міжнародних досліджень (ЦМД) та був його першим директором (1992-1999).
У кінці 1990-х рр. С. Й. Аппатову було присвоєне звання академіка Української академії політичних наук і почесне звання заслуженого діяча науки і техніки України.
З 1996 р. — завідувач кафедрою міжнародних відносин Одеського державного університету, директор Центру міжнародних досліджень.
З 1999 р. перебував у США.
Помер у Цинцінаті, штат Огайо, 26 березня 2003 р.

## Наукова діяльність
Історик-міжнародник, політолог, основні наукові інтереси — вивчення зовнішньої політики США та американських зовнішньополітичних концепцій. С. Аппатов уперше в Україні ще в радянські часи перевів вивчення історіографії політики США з площини пропагандистської критики в площину наукового аналізу, а також приділяв вивченню процесу формування національних інтересів України на міжнародній арені, відносин молодої держави з провідними країнами світу.
У 1986 р. у рамках фулбрайтівської програми міжнародних наукових обмінів він прочитав курс лекцій у Тафтському університеті в США. Окрім читання лекцій у Тафтсі, брав участь також у наукових конференціях у Гарвардському університеті, а також і в університетах — Нью-Йорку, Вашингтоні. Того ж, 1986 р., С. Й. Аппатов став членом американських наукових товариств: Асоціації міжнародних досліджень і Товариства істориків американської зовнішньої політики.

## Праці
- Американская историография германской проблемы / С. И. Аппатов. — М. : Междунар. отношения, 1966.
- Американская историография внешней политики США / С. И. Аппатов, Г. Н. Севастьянова. — М. : Наука, 1972.
- США и Восточная Европа: общие проблемы амер. континент. политики / С. И. Аппатов. — М. : Мысль, 1979.
- Школы и направления в американской историографии послевоенных международных отношений / С. И. Аппатов // История и историки. — М., 1980.
- Критический анализ американской буржуазной историографии: концепции восточноевропейской политики США / С. И. Аппатов, И. Н. Коваль. — Киев ; Одесса: Вища шк., 1984.
- США: современная внешнеполитическая мысль: аназиз концепций американской политологии 1980-х гг. / С. И. Аппатов. — Одесса: Логос, 1992.
- Американские ученые о независимой Украине / С. И. Аппатов // Український історичний журнал. — 1995. — № 2.
- Украина и проблемы европейской безопасности / С. И. Аппатов. — Лондон ; Нью-Йорк: Макмиллан-Пресс, 1998. — Англ. яз.